# Eriospermum graminifolium
Eriospermum graminifolium är en sparrisväxtart som beskrevs av Augusta Vera Duthie. Eriospermum graminifolium ingår i släktet Eriospermum och familjen sparrisväxter. Inga underarter finns listade i Catalogue of Life.